# Robert Alt
Robert Alt   (Glion, 2 de gener de 1927 - 4 de desembre de 2017) va ser un corredor de bobsleigh de Suïssa. Amb Franz Kapus, Gottfried Diener i Heinrich Angst va guanyar la medalla d'ro amb l'equip quàdruple en els Jocs Olímpics d'Hivern de 1956 de Cortina d'Ampezzo i en el Campionat Mundial de Bobsleigh i Skeleton de 1955 de Sankt Moritz.